# Kotrabudan
Kotrabudan este un sat din municipiul Podgorica, Muntenegru. Conform datelor de la recensământul din 2003, localitatea are 288 de locuitori (la recensământul din 1991 erau 247 de locuitori).

## Demografie
În satul Kotrabudan locuiesc 181 de persoane adulte, iar vârsta medie a populației este de 29,7 de ani (29,6 la bărbați și 29,8 la femei). În localitate sunt 54 de gospodării, iar numărul mediu de membri în gospodărie este de 5,33.
|  |

| Demografie | Demografie | Demografie |
| An         | Locuitori  | Locuitori  |
| ---------- | ---------- | ---------- |
|            |            |            |
|            |            |            |
|            |            |            |
|            |            |            |
| 1948       | 78         |            |
| 1953       | 96         |            |
| 1961       | 128        |            |
| 1971       | 92         |            |
| 1981       | 110        |            |
| 1991       | 247        | 218        |
| 2003       | 385        | 288        |

| \| Componența etnică conform recensământului din 2003[2] \| Componența etnică conform recensământului din 2003[2] \| Componența etnică conform recensământului din 2003[2] \| Componența etnică conform recensământului din 2003[2] \| Componența etnică conform recensământului din 2003[2] \| \| ----------------------------------------------------- \| ----------------------------------------------------- \| ----------------------------------------------------- \| ----------------------------------------------------- \| ----------------------------------------------------- \| \| \| \| \| \| \| \| Albanezi \| Albanezi \| \| 285 \| 98,95% \| \| Muntenegreni \| Muntenegreni \| \| 2 \| 0,69% \| \| Musulmani \| Musulmani \| \| 1 \| 0,34% \| \| necunoscută \| necunoscută \| \| 0 \| 0% \| |              |  |     |        |
| Componența etnică conform recensământului din 2003 |              |  |     |        |
| |              |  |     |        |
| Albanezi | Albanezi     |  | 285 | 98,95% |
| Muntenegreni | Muntenegreni |  | 2   | 0,69%  |
| Musulmani | Musulmani    |  | 1   | 0,34%  |
| necunoscută | necunoscută  |  | 0   | 0%     |